# Rudolf Frickel
Rudolf Frickel (München, 1932. július 16. – München, 2020. október 4.) német nemzetközi labdarúgó-játékvezető.

## Pályafutása

### Nemzeti kupamérkőzések
Vezetett Kupa-döntők száma: 1.

#### Német Kupa
A DFB JB szakmai munkájának elismeréseként megbízta a döntő találkozó szolgálatával.
| Időpont         | Helyszín                        | Mérkőzés típusa      | Mérkőzés              | Eredmény | Nézők száma |
| --------------- | ------------------------------- | -------------------- | --------------------- | -------- | ----------- |
| 1977. május 28. | Niedersachsen Stadion, Hannover | döntő első találkozó | Hertha BSC–1. FC Köln | 1 : 1    | 54 000      |

### Nemzetközi játékvezetés
A Német labdarúgó-szövetség (DFB) Játékvezető Bizottsága (JB) 1974-ben terjesztette fel nemzetközi játékvezetőnek, a Nemzetközi Labdarúgó-szövetség (FIFA) bíróinak keretébe. Több nemzetek közötti válogatott és klubmérkőzést vezetett. A német nemzetközi játékvezetők rangsorában, a világbajnokság-Európa-bajnokság sorrendjében többedmagával a 41. helyet foglalja el 1 találkozó szolgálatával. Az aktív nemzetközi játékvezetéstől 1980-ban búcsúzott.

#### Európa-bajnokság
Az európai-labdarúgó torna döntőjéhez vezető úton Olaszországba a VI., az 1980-as labdarúgó-Európa-bajnokságra az UEFA JB játékvezetőként foglalkoztatta.
| Időpont         | Helyszín                         | Mérkőzés típusa           | Mérkőzés             | Eredmény | Nézők száma |
| --------------- | -------------------------------- | ------------------------- | -------------------- | -------- | ----------- |
| 1979. június 6. | Idrætsparken Stadion, Koppenhága | előselejtező (1. csoport) | Dánia–Észak-Írország | 4 : 0    | 16 800      |

#### Olimpia
Az 1972. évi és az 1976. évi nyári olimpiai játékokon a FIFA JB játékvezetői feladatokkal bízta meg.
| Időpont          | Helyszín                     | Mérkőzés típusa | Mérkőzés            | Eredmény |
| ---------------- | ---------------------------- | --------------- | ------------------- | -------- |
| 1971. május 30.  | Práter Stadion, Bécs         | előselejtező    | Ausztria–Luxemburg  | 2 : 0    |
| 1975. április 8. | Központi Stadion, Luxembourg | előselejtező    | Luxemburg–Hollandia | 0 : 1    |

## Sikerei, díjai
A DFB JB az 1978-as bajnokság végén az Év Játékvezetője címmel ismerte el szakmai felkészültségét.